# Krokiew (heraldyka)
Krokiew (szewron) – figura zaszczytna w heraldyce. Składają się na nią dwie belki tworzące kształt odwróconej litery "V".

## Pochodzenie
Figurę tę nadawano budowniczym fortec, a także za opiekuńczość.

## Symbolika
Krokiew jako stylizowana konstrukcja dachu symbolizuje budowlę, dach zamku, machiny wojenne, drewniane wieże.

Krokiew w heraldyce
Obniżona krokiew w heraldyce
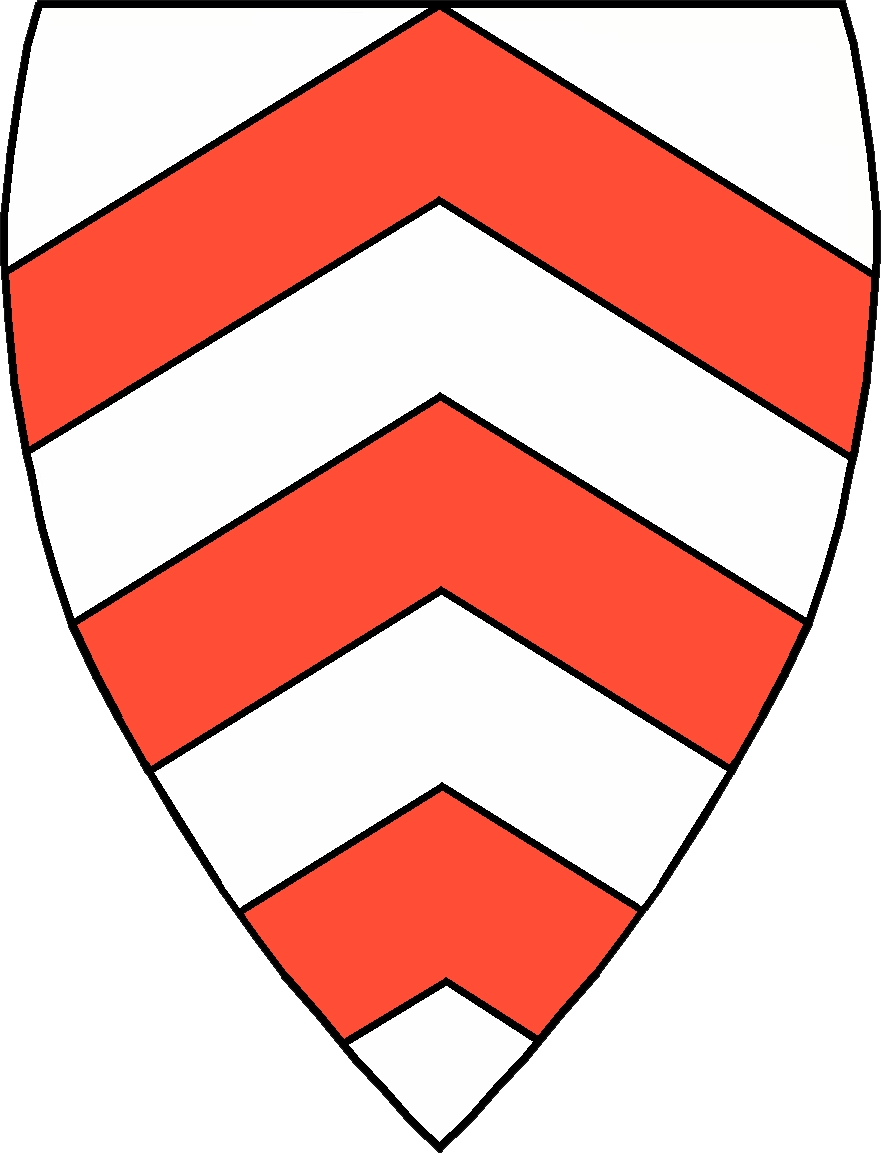
Trzy krokwie w heraldyce
Krokiew na opak na fladze Północnoamerykańskiego Stowarzyszenia Weksylologicznego